# Sygeplejerske
En sygeplejerske er et menneske som udfører, leder, formidler og udvikler sygepleje. Sygeplejens kerneområde er omsorgen til de syge. Dette opnås primært gennem bevidst brug af de mellemmenneskelige relationer. Sygeplejerskens virksomhedsfelt er bredt defineret og kan lige så vel foregå uden for hospitalets rammer som inden for. En af de mest almindelige definitioner af sygepleje er formuleret af sygeplejeteoretikeren Virginia Henderson:
| Citat        | Sygeplejersken skal bistå den enkelte, syg eller rask, med at udføre de aktiviteter til fremme eller genvindelse af sundheden (eller til en fredelig død), som han ville udføre på egen hånd, hvis han havde den fornødne styrke, vilje eller viden dertil. | Citat |
| V. Henderson | |       |

## Sygeplejerskernes uddannelse

### Grunduddannelse
Uddannelsen til sygeplejerske er en mellemlang videregående uddannelse, der er normeret til 3 ½ år. Sygeplejerskeuddannelsen læses på en professionshøjskole og fører frem til betegnelsen professionsbachelor i sygepleje.
Adgangskravet for at blive optaget på sygeplejestudiet er enten:
- en gymnasial uddannelse
- social- og sundhedsassistentuddannelsen eller
- fire enkeltfag på gymnasialt niveau samt 9 måneders relevant erhvervserfaring.[1]

Omkring årtusindskiftet ændrede Undervisningsministeriet betegnelsen "sygeplejeelev" til "sygeplejestuderende" – hvilket betød, at den tidligere elevløn er erstattet af SU under hele uddannelsen.
Sygeplejerskeuddannelsens 7 semestre veksler mellem teoriperioder på professionshøjskolen og praktikperioder på for eksempel sygehusafdelinger eller i hjemmeplejen.
Praktikperioderne er tilrettelagt, således at hver sygeplejestuderende i løbet af uddannelsen vil komme til at stifte bekendtskab med kirurgisk, medicinsk og psykiatrisk sygepleje, sundhedspleje og hjemmepleje/plejehjem.
Teorien giver de studerende grundlaget for at virke i praktikken, og indeholder et bredt udvalg af relaterede emner, herunder sygepleje, anatomi, fysiologi, pædagogik, psykiatri, farmakologi, sygeplejeteori, sociologi, jura, videnskabsteori og ergonomi.

### Kompetencer
Efter endt uddannelse har sygeplejersker selvstændige kompetencer til blandt andet at:
- Udføre kompleks sygepleje, herunder avanceret sårpleje samt palliativ sygepleje til alvorlige syge eller døende mennesker.
- Planlægge og koordinere sygepleje, for eksempel sørge for, at kræftpatienter får et godt forløb, både under indlæggelse samt efter udskrivelse fra hospitalet.
- Formidle sygepleje, for eksempel rådgive diabetespatienter om, hvordan de kan mestre deres livsstil med henblik på at forebygge komplikationer.
- Udvikle sygepleje, herunder medvirke til at den udførte sygepleje hviler på evidensbaseret viden.

### Sygeplejeskoler
Den første sygeplejeskole blev oprettet i 1860 ved det daværende St. Thomas Hospital i London; den fungerer stadig i dag som Florence Nightingale Faculty of Nursing, Midwifery and Palliative Care ved King's College London.
I 2019 var der 23 danske sygeplejeskoler, som hver var underlagt en professionshøjskole.
- I Nordjylland findes Professionshøjskolen University College Nordjylland, der har sygeplejeskoler i Aalborg, Hjørring og Thisted.
- I Midtjylland findes VIA University College, der har sygeplejeskoler i Aarhus, Holstebro, Viborg, Randers, Silkeborg og Horsens.
- I Sydjylland og Sønderjylland og på Fyn findes University College Lillebælt og University College Syddanmark, der har sygeplejeskoler i Odense, Svendborg, Esbjerg, Vejle og Aabenraa.
- På Sjælland og Lolland-Falster findes Professionshøjskolen Absalon, der har sygeplejeskoler i Roskilde, Slagelse, Holbæk (hvor skolen blev nedlagt i 1998, men genopstod i 2017), Næstved og Nykøbing Falster.
- I Hovedstadsområdet (inklusiv Nordsjælland og Bornholm) findes Københavns Professionshøjskole, der har sygeplejeskoler i i Hillerød, Rønne og København (Tagensvej 86).

Disse sygeplejeskoler udbyder uddannelsen som netuddannelse
- VIA University College i Viborg[4]
- UC SYD i Aabenraa[5]

### Videreuddannelse
Sygeplejeeksamen giver adgang til udvalgte diplomuddannelser på professionshøjskolerne og til udvalgte masteruddannelser på landets universiteter.
Bestået dansk sygeplejeeksamen giver adgang til det akademiske 2-årige cand.cur.-studium (kandidat i sygeplejevidenskab), som kan læses på Afdeling for Sygeplejevidenskab ved Institut for Folkesundhed på Aarhus Universitets Sundhedsvidenskabelige Fakultet. Efter bestået embedseksamen i sygeplejevidenskab kan man tage en ph.d.-grad i sygeplejevidenskab.

## Autorisation
Det er ifølge autorisationsloven forbudt at betegne sig 'sygeplejerske' uden Sundhedsstyrelsens autorisation. I Danmark bærer både mænd og kvinder betegnelsen 'sygeplejerske', eftersom der er tale om en statsautorisation med én titelbetegnelse. Den engelske titel "nurse" og den norske "sykepleier" er fx ikke beskyttet på samme måde. 97 procent af danske sygeplejersker er kvinder, mens ca. 3 procent er mænd.

## Organisation, erhverv og løn

### Organisation
Sygeplejersker kan organiseres i forskellige fagforeninger, herunder Dansk Sygeplejeråd (DSR) med Grete Christensen som formand. Sygeplejestuderende har også mulighed for at melde sig ind i DSR, som er medlem af Sundhedskartellet. Sygeplejestuderende har tillige mulighed for at blive medlem af Sygeplejestuderendes Landssammenslutning (SLS) under studietiden. Det er ikke en forudsætning for arbejdet som sygeplejerske (eller -studerende) at være medlem af disse organisationer.

### Erhverv
Sygeplejersker, der er ansat i lægepraksis som lægesekretærer, benævnes praksissygeplejersker. Hvis sådanne sygeplejersker også har konsultationsopgaver med patienter, benævnes de konsultationssygeplejersker.

### Løn
Den månedlige basisløn for sygeplejersker, der er offentligt ansatte af regionerne på sygehusene, er i gennemsnit 23.953,- kr. brutto.
Den månedlige basisløn for sygeplejersker, der er kommunalt offentligt ansat af KL, er i gennemsnit 25.187,- kr. brutto.
Den månedlige gennemsnitsløn for privatansatte sygeplejersker er 36.320,- kr. inkl. pension.

## Teoretisk grundlag
Definerende for sygeplejen er hovedsageligt den humanistiske tilgang, der blandt andet rummer sygepleje- og omsorgsteori, sygeplejebegreber og -modeller, kliniske metoder i sygeplejen. Essentielle områder som smerte, angst, død, sorg og håb kan betragtes som sygeplejerskens spidskompetencer i forhold til forebyggelse og sygdom. Der undervises for eksempel i fagene psykologi, kommunikation, filosofi og etik, sociologi og antropologi, organisation og ledelse samt jura. Den naturvidenskabelige del af uddannelsen nødvendiggør den objektive del af sygeplejen, hvor der således undervises i sundhedsvidenskabelige fag, for eksempel folkesundhedsvidenskab, sygdomslære samt videnskabsteori og forskningsmetode, biokemi, mikrobiologi og anatomi og fysiologi.
Sygeplejeteoretikere, som har betydet meget i udviklingen af sygeplejen som fag gennem sidste halvdel af 1900-tallet er Dorothea Orems egenomsorgsteori, Kari Martinsens værker og danskeren Merry Scheel, som bidrog til yderligere forståelse af begrebet omsorg.
På grundlag af uddannelsen som sygeplejerske kan der læses til kandidat i Sygepleje, der giver ret til titlerne cand.cur. og Master of Science (MSc) in Nursing. Der undervises i sygeplejejens teoriudvikling og kernefaglighed, kvalitativ forskning og metode, epidemiologi og biostatistik, relationer og interaktioner, sygepleje og samfund, etc.

## Sygeplejens historie
Sygeplejen er gennem den vestlige verdens historie blevet varetaget af mange forskellige. Som regel har den almindelige, lettere sygepleje været udført i hjemmene af huset kvinder, mens den sværere sygepleje har været religiøst betinget; især de kristne munke har haft en stor indflydelse på sygeplejen gennem sidste årtusinde.
Først i 1860 oprettedes den første egentlige, verdslige sygeplejeskole af Florence Nightingale, der under Krimkrigen drog sig en mængde erfaringer, der førte til et stort skridt fremad for sygeplejefaget. Dette har ført til, at sundhed og sygeplejen i dag er et selvstændigt erhverv, ligesom sygeplejen har etableret sig som en uddannelse, der kan føre til kandidatgrad samt videnskabelig forskning inden for sygeplejen.
I 1950 blev de første syv mandlige sygeplejeelver optaget ved Rigshospitalets Sygeplejeskole. Det første hold mandlige sygeplejersker blev således færdiguddannet i år 1954. I år 2014 var andelen af mandlige sygeplejersker i Danmark 3,4-3,5 % af den samlede mængde sygeplejersker; dette tal har ligget rimeligt stabilt igennem de seneste årtier, og befinder sig således under gennemsnittet med for eksempel England (10,2 %), Tyskland, Norge (6 % i år 2013) og Italien (25 % i år 2013).

## Berømtheder med relation til sygeplejen

### Kendte danske sygeplejersker
- Birgitte Josefsen, tidligere folketingsmedlem for Venstre.
- Birte Tove, dansk skuespillerinde.
- Charlotte Munck, dansk sygeplejerske med stor betydning for DSR og sygeplejeuddannelsen i samtiden.
- Christiane Reimann, dansk sygeplejerske med betydeligt internationalt engagement. Stifter af Christiane Reimann-Prisen.
- Flemming Møller Mortensen, folketingsmedlem for Socialdemokratiet.
- Gitte Aaen, dansk håndboldspiller.
- Grete Christensen, Dansk Sygeplejeråds formand.[17]
- Kirsten Stallknecht, formand for DSR 1968-1996 og præsident for International Council of Nurses 1996-2001. Inspiration til Kirsten Stallknecht Prisen.
- Lene Lund Nielsen, dansk håndboldspiller.
- Pernille Kløvedal Nørgaard, dansk forfatterinde.
- Rikke Skov, dansk håndboldspiller.
- Thyra Frank, tidligere folketingsmedlem for Liberal Alliance.
- Valborg Hjort, dansk sygeplejerske under 1. verdenskrig og den Spanske Syge.
- Vivi Kier, tidligere folketingsmedlem for Det Konservative Folkeparti.
- Özlem Sara Cekic, tidligere folketingsmedlem for Socialistisk Folkeparti.

### Udenlandske sygeplejersker
- Cecilie Skog, norsk opdagelsesrejsende.
- Edith Cavell, engelsk sygeplejerske under 1. verdenskrig.
- Elsa Brändström, svensk sygeplejerske under 1. verdenskrig.
- Harriet Tubman, afroamerikansk abolitionist.
- Julie Ege, norsk model og skuespillerinde.
- Liliane Juchli, schweizisk nonne.
- Marie Fikáčková, tjekkisk seriemorder.
- Mary Ann Cotton, engelsk seriemorder.
- Mary Kingsley, engelsk forfatter og opdagelsesrejsende.
- Odette Hallowes, britisk hemmelig agent under 2. verdenskrig.
- Samora Machel, Mozambiques første præsident.
- Vígdis Sigmundsdóttir, færøsk kunstmaler.

### Sygeplejeteoretikere
- Florence Nightingale, sygeplejens moder.
- Joyce Travelbee, amerikansk sygeplejeteoretiker.
- Merry Elisabeth Scheel, dansk sygeplejeteoretiker.
- Virginia Henderson, amerikansk sygeplejeteoretiker.

### Fra fiktion og litteratur
- Agatha Christie, engelsk forfatterinde.
- Annie Wilkes, en hovedperson fra Stephen King's roman Misery.
- Madame Poppy Pomfrey, en sygeplejekyndig heks i Harry Potter-bøgerne.
- Margaret "Hot Lips" Houlahan, oversygeplejerske ved felthospitalet 4077 MASH; spilles af Sally Kellerman i filmen MASH og Loretta Swit i serien M*A*S*H.
- Sankt Agathe, en skytshelgen for sygeplejersker.